# Eremogone holostea
Eremogone holostea là loài thực vật có hoa thuộc họ Cẩm chướng. Loài này được (M.Bieb.) Rupr. mô tả khoa học đầu tiên năm 1869.